# Anaerobacter polyendosporus
Anaerobacter polyendosporus è una specie di batterio appartenente alla famiglia delle Clostridiaceae.